# Mord per korrespondens
Mord per korrespondens (orig. The Moving Finger) är en detektivroman av Agatha Christie. Boken kom ut i Storbritannien 1943 (i USA dock redan 1942, i en delvis annan version), och i svensk översättning 1944. Historien berättas i jag-form av Jerry Burton.
Familjen Burton, bror och syster, anländer till byn Lymstock i Devon och får snart ett anonymt brev som anklagar dem för att vara älskare, inte syskon. De är inte de enda i byn som får sådana brev. En framstående invånare hittas död med ett sådant brev bredvid sig. I den här romanen får den äldre detektiven Miss Marple en relativt liten roll, "en liten gammal damdetektiv som inte verkar göra så mycket". Hon kommer in i berättelsen i bokens sista fjärdedel, i en handfull scener, efter att polisen har misslyckats med att lösa brottet.
Romanen mottogs väl när den publicerades: "Agatha Christie är i farten igen, lyfter på locket från riddarsporrar och väver den scharlakansröda varpen över pastellpuffen." En recensent noterade att Miss Marple "bereder scenen för det slutliga avslöjandet av mördaren". En annan sa att detta var "En av de få gånger Christie gjorde så gott hon kunde, och inte sämre för det." Den manlige berättaren både hyllades och sågades.

## Historia
Verket är tillägnat Christies vänner, konstnären Mary Winifrid Smith och hennes make Sidney Smith, en assyriolog:
Till mina vänner
Sydney och Mary Smith
Romanens första riktiga utgivning var som amerikansk följetong i Collier's Weekly i åtta nummer från 28 mars (volym 109, nummer 13) till 16 maj 1942 (volym 109, nummer 20) med illustrationer av Mario Cooper.
Den brittiska följetongen var som en förkortad version i sex delar i Woman's Pictorial från 17 oktober (volym 44, nummer 1136) till 21 november 1942 (volym 44, nummer 1141) under den något kortare titeln Moving Finger. Alla sex delarna illustrerades av Alfred Sindall.
Denna roman är en av två som skiljer sig markant i amerikanska utgåvor (den andra är Tragedi i tre akter), både inbunden och häftad. De flesta amerikanska utgåvor av Mord per korrespondens har förkortats med cirka 9000 ord för att ta bort delar av kapitel, och påminner starkt om Collier's följetong som, medveten om behovet av att snabbt föra in tidningsläsaren i berättelsen, börjar utan den lugna introduktionen till berättarens bakgrundshistoria som finns i den brittiska utgåvan, och saknar mycket av karaktäriseringen genomgående.
Christie erkände att den här boken var en av hennes favoriter och sa: "Jag tycker att en annan [bok] som jag är riktigt nöjd med är Mord per korrespondens. Det är ett stort prov att läsa om vad man har skrivit för sjutton eller arton år sedan. Ens syn förändras. En del håller inte emot tidens tand, andra gör det."

### Bokens engelska titel
Bokens engelska titel, The Moving Finger, är hämtat från quatrain (vers) 51 i Edward FitzGeralds översättning av Rubáiyát av Omar Khayyam:
Det rörliga fingret skriver; och, efter att ha skrivit,
Går vidare: inte all din fromhet eller kvickhet
Ska locka den tillbaka för att annullera en halv rad,
Ej heller tvättar alla dina tårar bort ett ord därav.
Dikten hänvisar i sin tur till Belsassars fest som den berättas om i Daniels bok, där uttrycket "skriften på väggen" har sitt ursprung.
Titeln visar sig i berättelsen bildligt och bokstavligt. De anonyma breven pekar ut skulden hos en bybo till en annan. Polisdetektiven fastställer att alla kuvert "skrevs av någon som använde ett finger" för att undvika en igenkännbar "beröring".

## Handling
Jerry och Joanna Burton, en bror och syster från London, bosätter sig i ett hus som ägs av Miss Emily Barton nära den lugna staden Lymstock för den sista fasen av Jerrys återhämtning från skadorna han ådrog sig i en kraschlandning. Kort efter att de flyttat in och träffat sina grannar får de ett anonymt brev som innehåller den falska anklagelsen att paret är älskare, inte syskon.
Familjen Burton får snabbt reda på att många i staden har fått sådana giftiga brev. Trots att breven innehåller falska anklagelser är många mottagare upprörda över dem och fruktar att något värre kan hända. Mrs Symmington, den lokala advokatens fru, hittas död efter att ha fått ett brev där det står att hennes man Richard inte var far till hennes andra son. Hennes kropp hittas med brevet, ett glas som innehåller kaliumcyanid och en sönderriven papperslapp med texten "Jag kan inte fortsätta".
Medan utredningen slår fast att Mrs. Symmingtons död var självmord, börjar polisen en jakt på den anonyma brevskrivaren. En inspektör anländer från Scotland Yard för att hjälpa till med utredningen. Han drar slutsatsen att brevskrivaren är en medelålders kvinna bland de prominenta medborgarna i Lymstock. Mrs Symmingtons dotter från ett tidigare äktenskap, Megan Hunter, en besvärlig, tantig 20-åring, stannar hos familjen Burton i några dagar efter att ha förlorat sin mor.
Familjen Burtons hushållerska Partridge får ett samtal från Agnes, familjen Symmingtons tjänarinna, som är förtvivlad och söker råd. Agnes kommer inte till deras planerade möte. Inte heller återfinns hon hos familjen Symmington när Jerry ringer på kvällen för att titta till henne. Dagen därpå hittas hennes kropp av Megan i skåpet under trappan i Symmington-huset.
Framstegen i mordutredningen går långsamt tills pastorns fru Mrs. Dane Calthrop bjuder in Miss Marple för att undersöka saken. Jerry förmedlar många fakta om fallet till henne från sina observationer och berättar för henne om några av sina idéer om varför Agnes dödades. Samtidigt får Elsie Holland, guvernanten för Symmington-pojkarna, ett anonymt brev. Polisen observerar Aimée Griffith, syster till den lokala läkaren Owen Griffith, när hon skriver adressen på samma skrivmaskin som använts för alla tidigare brev, och arresterar henne för att ha skrivit brevet.
Jerry är på väg till London för att träffa sin läkare och tar impulsivt med sig Megan och tar henne till Joannas sömmerska för en fullständig makeover. Han inser att han har blivit kär i Megan. När de återvänder till Lymstock ber Jerry Megan att gifta sig med honom. Hon avvisar honom. Han ber Mr Symmington om tillåtelse att försörja Megan. Miss Marple råder Jerry att lämna Megan ensam en dag, eftersom hon har en uppgift för henne.
Megan utpressar sin styvfar senare samma kväll och antyder att hon har bevis för att han dödade Mrs. Symmington. Mr Symmington betalar henne kyligt en första delbetalning av pengar utan att erkänna sin skuld. Senare på natten, efter att ha gett Megan en sömnmedicin, försöker han mörda henne genom att stoppa hennes huvud i gasugnen. Jerry och polisen ligger och väntar på honom. Jerry räddar Megan och Symmington erkänner. Polisen arresterar honom för att ha mördat sin fru och Agnes.
Miss Marple, som känner den mänskliga naturen, avslöjar att hon hela tiden visste att breven var en skenmanöver och inte skrivna av en lokal kvinna, eftersom inget av dem innehöll sanna anklagelser - något som lokalbefolkningen säkert skulle skvallra om. Endast en person gynnades av fru Symmingtons död: hennes make. Han är förälskad i den vackra Elsie Holland. När han planerade mordet på sin hustru modellerade han breven efter dem i ett tidigare fall som han kände till från sin advokatpraktik. Polisens teori om vem som skrev dem var helt fel. Det enda brev som Symmington inte skrev var det till Elsie; Aimée Griffith, som hade varit förälskad i Symmington i flera år, skrev det. Miss Marple visste att det skulle bli svårt att bevisa Symmingtons skuld och tänkte ut en plan för att avslöja honom och anlitade Megan för att provocera honom att försöka döda henne.
Efter att utredningen avslutats inser Megan att hon älskar Jerry. Jerry köper fröken Bartons hus åt dem. Hans syster Joanna gifter sig med Owen Griffith och bor också i Lymstock. Samtidigt åker Emily Barton och Aimée Griffith på en kryssning tillsammans.

## Karaktärer
- Jerry Burton: pilot som skadades i en krasch. Efter en lång tid på sjukhus söker han en lugn plats för det sista stadiet av läkning. Rik. Han berättar historien.
- Joanna Burton: Jerrys syster, yngre och mycket attraktiv, som följer med sin bror till Lymstock från deras vanliga hem i London.
- Fröken Emily Barton: yngsta dottern i en stor och förnäm familj av systrar, nu i sextioårsåldern. Hon äger ett hus som heter "Little Furze", som hon hyr ut till familjen Burton. Liksom många andra i Lymstock har hon fått ett brev med en giftpenna, men hon vill inte erkänna det.
- Florence Elford: Barton-familjens före detta hembiträde, nu gift, som bjuder in Emily Barton att bo hos henne medan hon hyr ut "Little Furze" till Burtons.
- Partridge: hembiträde på "Little Furze", som går med på att stanna kvar hos familjen Burton. Hon tränade Agnes.
- Beatrice Baker: hembiträde på "Little Furze", som lämnar sin tjänst efter att ha fått ett anonymt brev.
- Mrs Baker: mor till Beatrice, som söker hjälp hos Jerry när Beatrices unge man får ett brev som anklagar Beatrice för att ha träffat en annan man, vilket inte är sant.
- Kommissarie Graves: en detektiv från Scotland Yard.
- Kommissarie Nash: Kriminalkommissarie i länet.
- Richard Symmington: advokat i Lymstock, andra make till Mona, far till två unga söner och styvfar till Megan Hunter.
- Mona Symmington: mor till Megan Hunter och till två unga söner med Richard Symington. Hon är det första mordoffret, även om mordet på henne framställdes som ett självmord och lurade polisen under lång tid.
- Miss Megan Hunter: kvinna på 20 år, hemma i ett år från internatskolan, vanligtvis blyg, men mer bekväm med Jerry och Joanna Burton. Hon blommar ut under deras uppmärksamhet. Hon tar modigt itu med ett riskabelt knep på uppdrag av Miss Marple för att avslöja mördaren.
- Elsie Holland: vacker barnflicka till de två unga Symmington-sönerna. Jerry Burton, som till en början är attraherad, blir avtänd av kvaliteten i hennes röst, men Mr Symmington ser bara hennes skönhet.
- Dr Owen Griffith: lokal läkare i Lymstock, som blir kär i Joanna Burton.
- Aimée Griffith: syster till Owen, bor med honom i Lymstock, är aktiv i staden och har i flera år varit förälskad i Richard Symmington.
- Miss Jane Marple: en skarpsinnig domare av den mänskliga naturen, bosatt i byn St. Mary Mead och en vän till Mrs. Dane Calthrop, som ber henne att hjälpa till i utredningen.
- Agnes Woddell: husjungfru på Symmingtons hem, som är det andra mordoffret.
- Rose: Symmingtons kock; pratar för mycket och är benägen för dramatik.
- Miss Ginch: Symmingtons kontorist, som slutar sin post efter att ha fått ett brev med en giftpenna, Jerry Burton observerar att hon verkar njuta av att få brevet med giftpennan.
- Pastor Caleb Dane Calthrop: lokal kyrkoherde, akademisk i sin stil, förtjust i latinska citat, förstådd av ingen i hans omgivning.
- Mrs Maud Dane Calthrop: prästfrun som försöker hålla ett öga på människor. Hon ringer sin väninna Miss Marple för att få hjälp när situationen i staden förvärras med mord och giftbrev.
- Mr Pye: bosatt i Lymstock som njuter av skandalen med giftbreven. Han samlar på antikviteter och beskrivs av sina grannar som feminin.
- Överste Appleton: bosatt i Combeacre, en by omkring 7 mil från Lymstock. Han är fascinerad av Joanna Burton och beundrar den vackra Elsie Holland.
- Mrs Cleat: kvinna som bor i Lymstock, beskriven som den lokala häxan. Hon är den första person som stadsborna antar vara författaren till giftbreven, men hon visar sig inte ha någon inblandning.

## Litterär betydelse och mottagande
Maurice Willson Disher var i The Times Literary Supplement den 19 juni 1943 mestadels positiv och började: "Pusslet i Mord per korrespondens är otvivelaktigt lämpligt för experter" och fortsatte: "Författaren är generös med sina ledtrådar. Vem som helst borde kunna läsa hennes hemlighet med ett halvt öga – om inte den andra ett och ett halvt kom i vägen. Det har sällan funnits en detektivhistoria som är så benägen att skapa en epidemi av självsvåldiga kickar." Vissa reservationer uttrycktes dock: "Efter att ha lagt ner så mycket energi på sin gåta, kan författaren inte helt och hållet klandras för att ha försummat den andra sidan av sin historia. Den skulle gripa mer om Jerry Burton, som berättar den, var mer trovärdig. Han är en flygare som har kraschat och går med hjälp av två käppar. Att han skulle göra ett blixtsnabbt tillfrisknande är bara bra, men varför skulle han, mellan att rusa nerför trapporna två i taget och släpa in en flicka i en järnvägsvagn med huvudkraft, klaga på att det gör ont att köra bil? Och varför, eftersom han är lika maskulin som kung Gamas söner, tänker han i denna stil: "Teet var kinesiskt och utsökt och det fanns tallrikar med smörgåsar och tunt bröd och smör och en mängd små kakor"? Inte heller hjälper det att en skrikande ung kvinnlig blick skulle bli en elegant skönhet på mindre än en dag."
Maurice Richardson i The Observer skrev: "En atmosfär av evigt välbefinnande efter frukosten; sherryfester i en landsortsstad där ingen är riktigt vad han verkar; svåra, hopsjunkna döttrar med omsorgsfullt dold coltish charm; galna ungmör, förstås; och otrogna advokater. Agatha Christie är i farten igen, lyfter på locket från riddarsporrar och väver den scharlakansröda varpen över pastellpuffen." Och han avslutade: "Förmodligen kommer du att syna Mrs Christies dubbelbluff, men det kommer bara att öka din njutning."
En icke namngiven recensent i Toronto Star den 7 november 1942 skrev: "Mord per korrespondens har som omslagsdesign en bild av ett finger som pekar ut den ena misstänkte efter den andra och det är så det är med läsaren när kapitel efter kapitel i mysteriehistorien utvecklas. Det är inte en av [Christies] historier om att hennes berömda franska detektiv, Hercule Poirot, i stället har Miss Marple, en liten gammal damdetektiv som inte verkar göra så mycket men som sätter scenen för det slutliga avslöjandet av mördaren."
Författaren och kritikern Robert Barnard skrev: "Hatbrev i Mayhem Parva, som oundvikligen leder till mord. En bra och varierad rollista, lite humor och ett starkare romantiskt intresse än vanligt av en ful-ankunge-till-svan-typ. En av de få gånger Christie gör kort för det, och inte sämre för det."
I artikeln "Binge!" i Entertainment Weekly från december 2014 till januari 2015 valde författarna Mord per korrespondens som en Christie-favorit på listan över "Nine Great Christie Novels".

## Bearbetningar

### TV
Mord per korrespondens filmatiserades först för TV av BBC i två avsnitt med Joan Hickson i serien Miss Marple. Avsnittet sändes första gången den 21 och 22 februari 1985.  Versionen är i stort sett trogen romanen, bortsett från namnändringar: byn Lymstock blev Lymston, Mona och Richard Symmington döptes om till Angela och Edward Symmington och deras söner Colin och Brian döptes om till Robert och Jamie, Aimee Griffith blev Eryl Griffith och hade en mycket ödmjukare personlighet, karaktärerna Agnes och Beatrice kombinerades och Miss Marple kom in i berättelsen tidigare än i romanen.
En andra TV-version gjordes med Geraldine McEwan som Miss Marple i TV-serien Agatha Christies Marple och spelades in i Chilham, Kent. Avsnittet sändes första gången den 12 februari 2006. Denna anpassning förändrar Jerrys personlighet. Handlingen utspelar sig lite senare än i romanen, vilket nämns i en recension av avsnittet: "Miss Marple, som observerar de tragiska effekterna av dessa meddelanden på relationer och rykten, är praktiskt taget i bakgrunden i den här berättelsen, och tittar noga på när en nihilistisk ung man (James D'Arcy) kommer ut ur sitt cyniska, alkoholspetsade töcken för att undersöka källan till så mycket elände." och "utspelar sig strax efter andra världskriget."
En tredje filmatisering kom som en del av den franska TV-serien Les Petits Meurtres d'Agatha Christie. Avsnittet sändes 2009.
En fjärde version gjordes i Korea som en del av tv-serien Ms. Ma, Nemesis från 2018.

### Radio
En radioversion sändes på BBC Radio 4 i maj 2001 i Saturday Play, med June Whitfield i huvudrollen som Miss Marple.